# Гривз, Джимми
Джеймс Пи́тер Гривз (англ. James Peter Greaves; 20 февраля 1940[…], парк манор, Большой Лондон — 19 сентября 2021, Дэнбери, Восточная Англия) — английский футболист, нападающий. Наиболее известен по выступлению за английские клубы «Челси» и «Тоттенхэм Хотспур», а также за национальную сборную Англии. Шесть раз становился лучшим бомбардиром Первого дивизиона Футбольной лиги, что является рекордным достижением в истории английского футбола. Занимает первое место по количеству забитых голов (357) в списке лучших бомбардиров высшего дивизиона английской лиги всех времён.

## Футбольная карьера

### «Челси», «Милан», «Тоттенхэм»
Гривз забил первый гол уже в своём дебютном матче за «Челси» в 1957 году. Выступая за «Челси», Гривз дважды завершал чемпионат лучшим бомбардиром, в 1959 и 1961 годах, а его 41 гол в чемпионате в сезоне 1960/61 до сих пор остаётся рекордом клуба. Несмотря на свой бомбардирский талант, Гривз не выиграл ни одного трофея с «Челси».
В 1960 году Гривз стал самым молодым игроком, забившим в общей сложности 100 голов в чемпионате. Свой сотый гол в Первом дивизионе он забил в возрасте 20 лет и 290 дней (а в 23 года он, как и Дикси Дин, забил свой 200-й гол).
В 1961 году он перешёл в итальянский «Милан», перед этим отвергнув солидное предложение «Ньюкасла», однако ему так и не удалось закрепиться в иностранном клубе. Он вернулся в Англию, заключив контракт с «Тоттенхэм Хотспур» на сумму 99 999 фунтов. Необычная цифра в контракте была призвана освободить Гривза от давления «стать первым футболистом стоимостью 100 000 фунтов».
В «Тоттенхэме» Гривз стал настоящей легендой. Он выступал за «шпор» с 1961 по 1970 годы, сыграв в 379 матчах и забив 266 голов, включая 220 голов в Первом дивизионе. На протяжении четырёх сезонов (1963, 1964, 1965 и 1969) Гривз был лучшим бомбардиром чемпионата. Он считается одним из самых стабильных нападающих в истории английского футбола. Его рекорд в качестве лучшего бомбардира в четырёх сезонах до сих пор не побит.
С «Тоттенхэмом» Гривз выиграл Кубок Англии в 1962 и 1967 годах (в финале 1962 года он забил гол в ворота «Бернли»). Он также выиграл Кубок обладателей кубков в 1963 году, забив два гола в знаменитом финале против «Атлетико Мадрид», завершившегося со счётом 5:1. После этого «Шпоры» стали первым британским клубом, выигравшим европейский трофей. До сих пор он считается одним из лучших игроков «Тоттенхэма».

### Карьера в сборной

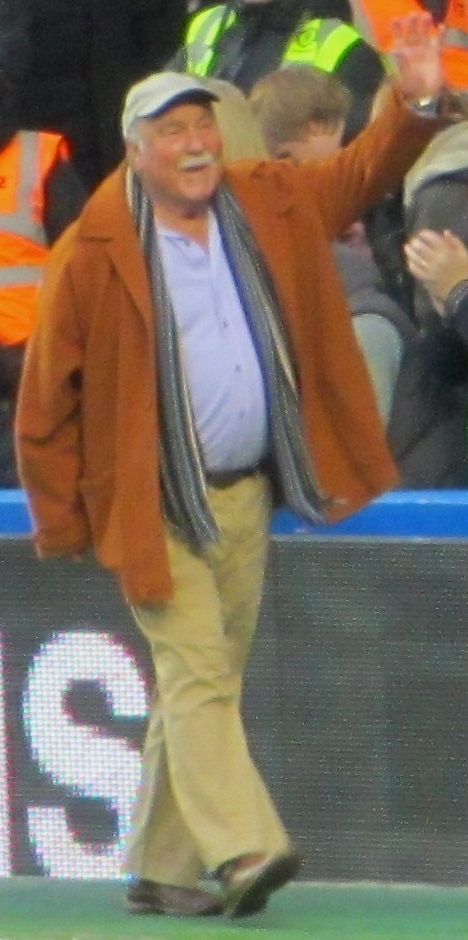
Гривз в декабре 2011 года

Гривз получил свой первый вызов в сборную Англии 17 мая 1959 года на матч против сборной Перу. В этом матче ему удалось забить гол, но англичане всё равно проиграли со счётом 4:1. Всего за сборную он сыграл в 57 матчах и забил 44 гола, лишь на 5 голов меньше, чем Бобби Чарльтон. Он занимает третью строчку в списке лучших бомбардиров сборной Англии, уступая лишь Чарльтону и Гари Линекеру. Гривзу принадлежит рекорд по числу «хет-триков» за сборную Англии — он забил 6 «хет-триков». В розыгрыше домашнего чемпионата Великобритании 1961 года Гривз установил рекорд, забив 7 голов в 3 матчах за сборную; в итоге Англия стала чемпионом.
На чемпионате мира 1962 года во время матча между сборными Англии и Бразилии на поле выбежала бездомная собака. Все усилия игроков поймать животное были напрасными, но потом Гривз встал на четвереньки и подманил пса к себе. Эта попытка оказалось успешной, собаку поймали, но сперва она обстоятельно помочилась на футболку Гривза. Бразильцу Гарринче настолько понравился этот инцидент, что он взял эту собаку к себе домой.
Накануне домашнего чемпионата мира 1966 года сделал второй в карьере «покер» за сборную, забив 4 мяча в гостевом матче против сборной Норвегии (6:1). Гривз начал чемпионат мира в качестве основного нападающего сборной Англии, но получил травму ноги в заключительном матче на групповой стадии со сборной Франции. Его заменил 24-летний форвард «Вест Хэма» Джеффри Херст, который забил победный гол в четвертьфинале против сборной Аргентины и сохранил своё место в составе до самого финального матча, в котором стал героем, оформив в последнем знаменитый хет-трик и принеся англичанам победу.
На одной из знаменитых фотографий запечатлён момент, когда вся скамейка сборной Англии вскакивает после финального свистка, означающего победу Англии на чемпионате мира. Вся скамейка, кроме Джимми Гривза, который остаётся сидеть в своём костюме и галстуке, и выглядит крайне изумлённым тем, что только что произошло. Гривз всегда утверждал, что после победы Англии он не испытывал ничего, кроме радости и праздновал победу не меньше, чем другие футболисты, оставшиеся на скамейке. Однако его реакция на победу сборной Англии хорошо документирована: после финального матча он собрал багаж и уехал в отпуск со своей женой, тогда как остальная команда посетила официальный банкет.
После чемпионата мира 1966 года Гривз сыграл лишь в трёх матчах за сборную, в которых забил 1 гол. Его последним матчем за сборную стала игра против сборной Австрии в мае 1967 года. При этом на клубном уровне Гривз ещё два сезона оставался одним из лучших нападающих Англии: в чемпионатах страны сезонов 1967/68 и 1968/69 он забил в сумме 50 мячей в 81 матче (в сезоне 1968/69 он стал лучшим бомбардиром чемпионата).
В ноябре 2007 года было объявлено, что Гривз и 10 других резервистов из победного состава сборной Англии 1966 года будут награждены медалями ФИФА.

## Достижения

### Командные достижения
«Милан»
- Чемпион Италии: 1961/62

«Тоттенхэм Хотспур»
- Обладатель Кубка Англии (2): 1961/62, 1966/67
- Обладатель Кубка обладателей кубков УЕФА: 1962/63
- Обладатель Суперкубка Англии (2): 1962, 1967*  (* — разделённая победа)
- Вице-чемпион Англии: 1962/63
- Итого: 5 трофеев

Сборная Англии
- Чемпион мира: 1966[6]
- Победитель Домашнего чемпионата Великобритании (4): 1959/60*, 1960/61, 1963/64*, 1964/65 (* — разделённые победы)
- Итого: 5 трофеев

### Личные достижения
- Лучший бомбардир высшего дивизиона чемпионата Англии (6): 1958/59, 1960/61, 1962/63, 1963/64, 1964/65, 1968/69
- Включён в Зал славы английского футбола: 2002
- Второе место в списке лучших бомбардиров в истории «Тоттенхэм Хотспур»: 268 голов

## Статистика выступлений

### Клубная карьера
| Клуб              | Сезон            | Лига | Лига | Кубок страны | Кубок страны | Кубок лиги | Кубок лиги | Еврокубки | Еврокубки | Прочие | Прочие | Итого | Итого |
| Клуб              | Сезон            | Игры | Голы | Игры         | Голы         | Игры       | Голы       | Игры      | Голы      | Игры   | Голы   | Игры  | Голы  |
| ----------------- | ---------------- | ---- | ---- | ------------ | ------------ | ---------- | ---------- | --------- | --------- | ------ | ------ | ----- | ----- |
| Челси             | 1957/58          | 35   | 22   | 2            | 0            | 0          | 0          | 0         | 0         | 0      | 0      | 37    | 22    |
| Челси             | 1958/59          | 42   | 32   | 2            | 2            | 0          | 0          | 3         | 3         | 0      | 0      | 47    | 37    |
| Челси             | 1959/60          | 40   | 29   | 2            | 1            | 0          | 0          | 0         | 0         | 0      | 0      | 42    | 30    |
| Челси             | 1960/61          | 40   | 41   | 1            | 0            | 2          | 2          | 0         | 0         | 0      | 0      | 43    | 43    |
| Челси             | Итого            | 157  | 124  | 7            | 3            | 2          | 2          | 3         | 3         | 0      | 0      | 169   | 132   |
| Сборная Лондона   | 1955/58          | -    | -    | -            | -            | -          | -          | 2         | 2         | -      | -      | 2     | 2     |
| Сборная Лондона   | Итого            | 0    | 0    | 0            | 0            | 0          | 0          | 2         | 2         | 0      | 0      | 2     | 2     |
| Милан             | 1961/62          | 10   | 9    | 1            | 0            | -          | -          | 2         | 0         | 0      | 0      | 13    | 9     |
| Милан             | Итого            | 10   | 9    | 1            | 0            | 0          | 0          | 2         | 0         | 0      | 0      | 13    | 9     |
| Тоттенхэм Хотспур | 1961/62          | 22   | 21   | 7            | 9            | 0          | 0          | 2         | 0         | 0      | 0      | 31    | 30    |
| Тоттенхэм Хотспур | 1962/63          | 41   | 37   | 1            | 0            | 0          | 0          | 6         | 5         | 1      | 2      | 49    | 44    |
| Тоттенхэм Хотспур | 1963/64          | 41   | 35   | 2            | 0            | 0          | 0          | 2         | 1         | 0      | 0      | 45    | 36    |
| Тоттенхэм Хотспур | 1964/65          | 41   | 29   | 4            | 6            | 0          | 0          | 0         | 0         | 0      | 0      | 45    | 35    |
| Тоттенхэм Хотспур | 1965/66          | 29   | 15   | 2            | 1            | 0          | 0          | 0         | 0         | 0      | 0      | 31    | 16    |
| Тоттенхэм Хотспур | 1966/67          | 38   | 25   | 8            | 6            | 1          | 0          | 0         | 0         | 0      | 0      | 47    | 31    |
| Тоттенхэм Хотспур | 1967/68          | 39   | 23   | 4            | 3            | 0          | 0          | 4         | 3         | 1      | 0      | 48    | 29    |
| Тоттенхэм Хотспур | 1968/69          | 42   | 27   | 4            | 4            | 6          | 5          | 0         | 0         | 0      | 0      | 52    | 36    |
| Тоттенхэм Хотспур | 1969/70          | 28   | 8    | 4            | 3            | 1          | 0          | 0         | 0         | 0      | 0      | 33    | 11    |
| Тоттенхэм Хотспур | Итого            | 321  | 220  | 36           | 32           | 8          | 5          | 14        | 9         | 2      | 2      | 381   | 268   |
| Вест Хэм Юнайтед  | 1969/70          | 6    | 4    | 0            | 0            | 0          | 0          | 0         | 0         | 0      | 0      | 6     | 4     |
| Вест Хэм Юнайтед  | 1970/71          | 32   | 9    | 1            | 0            | 1          | 0          | 0         | 0         | 0      | 0      | 34    | 9     |
| Вест Хэм Юнайтед  | Итого            | 38   | 13   | 1            | 0            | 1          | 0          | 0         | 0         | 0      | 0      | 40    | 13    |
| Челмсфорд Сити    | 1976/77          | 38   | 20   | 0            | 0            | 0          | 0          | -         | -         | 2      | 2      | 40    | 22    |
| Челмсфорд Сити    | Итого            | 38   | 20   | 0            | 0            | 0          | 0          | 0         | 0         | 2      | 2      | 40    | 22    |
| Барнет            | 1977/78          | 30   | 13   | 5            | 4            | 2          | 0          | -         | -         | 9      | 6      | 46    | 23    |
| Барнет            | 1978/79          | 21   | 3    | 6            | 3            | 4          | 2          | -         | -         | 3      | 3      | 34    | 11    |
| Барнет            | Итого            | 51   | 16   | 11           | 7            | 6          | 2          | 0         | 0         | 12     | 9      | 80    | 34    |
| Всего за карьеру  | Всего за карьеру | 615  | 402  | 56           | 42           | 17         | 9          | 21        | 14        | 16     | 13     | 725   | 480   |

### Голы за сборную
Голы (результаты) сборной Англии отмечены первыми.
| Дата            | Стадион                         | Противник         | Итог матча | Соревнование                | Голы Гривза |
| --------------- | ------------------------------- | ----------------- | ---------- | --------------------------- | ----------- |
| 19 мая 1959     | Эстадио Насьональ, Лима         | Перу              | 1:4        | Товарищеский матч           | 1           |
| 17 октября 1959 | Ниниан Парк, Кардифф            | Уэльс             | 1-1        | Домашний чемпионат Британии | 1           |
| 11 мая 1960     | Уэмбли                          | Югославия         | 3:3        | Товарищеский матч           | 1           |
| 8 октября 1960  | Уиндзор Парк, Белфаст           | Северная Ирландия | 5:2        | Домашний чемпионат Британии | 2           |
| 15 мая 1960     | Стад Мунисипал, Люксембург      | Люксембург        | 9:0        | Отборочные матчи ЧМ-1962    | 3           |
| 26 октября 1960 | Уэмбли                          | Испания           | 4:2        | Товарищеский матч           | 1           |
| 23 ноября 1960  | Уэмбли                          | Уэльс             | 5:1        | Домашний чемпионат Британии | 2           |
| 15 апреля 1961  | Уэмбли                          | Шотландия         | 9:3        | Домашний чемпионат Британии | 3           |
| 24 мая 1961     | Олимпийский стадион (Рим)       | Италия            | 3:2        | Товарищеский матч           | 1           |
| 27 мая 1961     | Эрнст Хаппель, Вена             | Австрия           | 1:3        | Товарищеский матч           | 1           |
| 20 мая 1962     | Эстадио Насьональ, Лима         | Перу              | 4:0        | Товарищеский матч           | 3           |
| 2 июня 1962     | Эстадио Эль Теньенте, Ранкагуа  | Аргентина         | 3:1        | Финальные матчи ЧМ-1962     | 1           |
| 20 октября 1962 | Уиндзор Парк, Белфаст           | Северная Ирландия | 3:1        | Домашний чемпионат Британии | 1           |
| 21 ноября 1962  | Уэмбли                          | Уэльс             | 4:0        | Домашний чемпионат Британии | 1           |
| 29 мая 1963     | Тегельне поле, Братислава       | Чехословакия      | 4:2        | Товарищеский матч           | 2           |
| 12 октября 1963 | Ниниан Парк, Кардифф            | Уэльс             | 4:0        | Домашний чемпионат Британии | 2           |
| 23 октября 1963 | Уэмбли                          | Сборная мира      | 2:1        | Товарищеский матч           | 1           |
| 20 ноября 1963  | Уэмбли                          | Уэльс             | 8:3        | Домашний чемпионат Британии | 4           |
| 24 мая 1964     | Дэлимаунт Парк, Дублин          | Ирландия          | 3:1        | Товарищеский матч           | 1           |
| 30 мая 1964     | Маракана, Рио-де-Жанейро        | Бразилия          | 1:5        | Кубок наций                 | 1           |
| 3 октября 1964  | Уиндзор Парк, Белфаст           | Северная Ирландия | 4:3        | Домашний чемпионат Британии | 3           |
| 9 декабря 1964  | Олимпийский стадион (Амстердам) | Нидерланды        | 1:1        | Товарищеский матч           | 1           |
| 10 апреля 1965  | Уэмбли                          | Шотландия         | 2:2        | Домашний чемпионат Британии | 1           |
| 5 мая 1965      | Уэмбли                          | Венгрия           | 1:0        | Товарищеский матч           | 1           |
| 4 мая 1966      | Уэмбли                          | Югославия         | 2:0        | Товарищеский матч           | 1           |
| 29 июня 1966    | Уллевол, Осло                   | Норвегия          | 6:1        | Товарищеский матч           | 4           |
| 24 мая 1967     | Уэмбли                          | Испания           | 2:0        | Товарищеский матч           | 1           |

### Книги, написанные в соавторстве с Норманом Гиллером
| - This One’s On Me (в переводе М. В. Бородиной «Возвращение к людям») - The Final (роман) - The Ball Game (роман) - The Boss (роман) - The Second Half (роман) - Let’s Be Honest (совместно с Регом Гаттериджем) - Greavsie’s Heroes and Entertainers - World Cup History - GOALS! The greatest ever scored - Stop the Game, I Want to Get On | - The Book of Football Lists - Taking Sides - Funny Old Games, with Ian St John - Sports Quiz Challenge - Sports Quiz Challenge 2 - It’s A Funny Old Life - Saint & Greavsie’s World Cup Special - The Sixties Revisited - Don’t Shoot the Manager |